# Mathieu Sawe
Mathieu Kiplagat Sawe (né le 2 juillet 1988) est un athlète kényan, spécialiste du saut en hauteur. 

## Biographie
Il remporte la médaille d'or du saut en hauteur lors des championnats d'Afrique 2016, à Durban, avec un saut à 2,21 m. Il conserve, en égalant son record national, son titre en 2018 à Asaba.

## Palmarès
| Date | Compétition            | Lieu             | Résultat | Marque |
| ---- | ---------------------- | ---------------- | -------- | ------ |
| 2012 | Championnats d'Afrique | Porto-Novo       | 3e       | 2,15 m |
| 2014 | Championnats d'Afrique | Marrakech        | 6e       | 2,15 m |
| 2015 | Jeux africains         | Brazzaville      | 4e       | 2,19 m |
| 2016 | Championnats d'Afrique | Durban           | 1er      | 2,21 m |
| 2018 | Championnats d'Afrique | Asaba            | 1er      | 2,30 m |
| 2018 | Ligue de diamant       | Ligue de diamant | 8e       | 2,23 m |
| 2018 | Coupe continentale     | Ostrava          | 8e       | 2,15 m |
| 2019 | Jeux africains         | Rabat            | 2e       | 2,15 m |

## Records
| Épreuve         | Marque    | Lieu          | Date                    |
| --------------- | --------- | ------------- | ----------------------- |
| Saut en hauteur | 2,30 m NR | Nairobi Asaba | 6 juin 2018 3 août 2018 |